# 瓦劳索
瓦劳索，是匈牙利赫维什州所辖的一个村。总面积27.05平方公里，总人口518，人口密度19.1人/平方公里（2011年1月1日）。